# Кулибаба, Сергей Юрьевич
Сергей Юрьевич Кулибаба (род. 27 июля 1959, Алма-Ата) — советский легкоатлет, выступавший в прыжках с шестом, казахстанский тренер. Участник летних Олимпийских игр 1980 года.

## Биография
Сергей Кулибаба родился 27 июля 1959 года в Алма-Ате.
В 1979 году завоевал бронзовую медаль в прыжках с шестом на чемпионате страны по лёгкой атлетике, который проходил в рамках летней Спартакиады народов СССР, показав результат 5,40 метра. Кроме того, дважды выигрывал медали чемпионатов СССР в помещении: бронзу в 1980 году (5,40) и золото в 1983 году (5,65).
В 1980 году занял 5-е место на чемпионате Европы в помещении в Зиндельфингене (5,40).
В том же году вошёл в состав сборной СССР на летних Олимпийских играх в Москве. В квалификации прыжков с шестом занял 11-е место с результатом 5,35. В финале занял 8-е место, взяв высоту 5,45 и уступив 33 сантиметра завоевавшему золото Владиславу Козакевичу из Польши.
В июле 1981 года стал победителем проходившего в Ленинграде матча легкоатлетов СССР и США (5,70).
В 1983 году выступал на чемпионате Европы в помещении в Будапеште, но не сумел сделать ни одного зачётного прыжка.
По окончании выступлений работает тренером. Среди воспитанников Кулибабы — ведущие казахстанские прыгуны с шестом Никита Филиппов и Сергей Григорьев.

## Личные рекорды
- Прыжки с шестом — 5,70 (10 июля 1981, Ленинград)[2]
- Прыжки с шестом (в помещении) — 5,75 (18 марта 1987, Клайпеда)[2]